# Alexander Scheer
Pour les articles homonymes, voir Scheer (homonymie).
 (août 2018).
Alexander Scheer (né le 1er juin 1976 à Berlin) est un acteur allemand.

## Biographie
Alexander Scheer va au Georg-Friedrich-Händel-Gymnasium pour étudier la musique. En plus de chanter, il joue dans divers groupes des claviers et de la batterie. Il quitte ensuite l'école et fait des petits boulots. Il apparaît dans des publicités et tourne avec ses amis des films amateurs. Lors d'un casting, il est remarqué par le réalisateur Leander Haußmann, qui le fait jouer dans son film Sonnenallee. Après le tournage, Scheer suit Haußmann au Schauspielhaus Bochum.
Il travaille ensuite avec des metteurs en scène comme Christoph Marthaler, Frank Castorf ou Stefan Pucher. En 2008, il obtient le prix Ulrich-Wildgruber (de). Pour l'incarnation de l'acteur anglais de Shakespeare Edmund Kean dans la production scénique homonyme de Frank Castorf en 2009, Alexander Scheer est élu acteur de l'année par Theater heute.
En outre, il joue au cinéma dans des productions allemandes et internationales. Il vient pour la première fois à Cannes en 2010 avec Carlos.
Pour la préparation de l'incarnation de Keith Richards dans le film The Wild Life, Scheer fonde le groupe The Rockboys, qui joue de nombreux concerts dans l'été. En 2007, il rejoint en tant que guitariste Jan Opoczynski dans son groupe Der Internationale Wettbewerb. En 2009, il est percussionniste pour The Whitest Boy Alive à l'occasion de sa tournée européenne.

## Filmographie sélective

### Cinéma
- 1999 : Sonnenallee
- 2001 : Mein Bruder der Vampir (de)
- 2001 : Viktor Vogel, directeur artistique
- 2001 : J'ai tué Clémence Acéra
- 2007 : Das wilde Leben
- 2009 : 12 Meter ohne Kopf (de)
- 2010 : Carlos
- 2010 : À l'âge d'Ellen
- 2011 : Il faut sauver le Père Noël (de)
- 2013 : De l'autre côté du mur
- 2014 : Quatsch und die Nasenbärbande (de)
- 2015 : À mort les hippies !! Vive le punk !
- 2016 : Lou Andreas-Salomé
- 2016 : Tschick
- 2017 : Le Jeune Karl Marx
- 2017 : Pirates des Caraïbes : La Vengeance de Salazar
- 2018 : Gundermann : Gerhard Gundermann
- 2019 : Cœurs ennemis (The Aftermath) de James Kent : Burnham
- 2019 : The Spy (Spionen) de Jens Jønsson : Josef Terboven
- 2021 : Blood Red Sky
- 2023 : Blood & Gold : von Starnfeld

### Télévision
- 1999 : Tatort: Tödliches Labyrinth (de)
- 2003–2005 : Berlin, Berlin (série, 60 épisodes)
- 2004 : STF (série, épisode Schmock)
- 2005 : Ørnen: En krimi-odyssé – Kodenavn: Kronos (série)
- 2009 : Stralsund – Mörderische Verfolgung (série)
- 2009 : Les Frontières du passé (Mörder kennen keine Grenzen)
- 2011 : Schief gewickelt (de)
- 2012 : Pas d'impôts pour les potes (de)
- 2014 : Alerte Cobra (série, épisode Hors de Contrôle)
- 2014 : Letzte Spur Berlin (série, épisode Machtspiele)
- 2014 : Tatort: Im Schmerz geboren (de)
- 2015 : Tatort: Niedere Instinkte (de)
- 2015 : Commissaire Marthaler : Trop belle pour être honnête
- 2015 : Blochin – Die Lebenden und die Toten (série)
- 2016 : Nachtschicht – Ladies First
- 2016 : La Dernière tournée de Shakespeare
- 2016 : Morgen hör ich auf (de) (série, 3 épisodes)
- 2017 : Schnitzel geht immer (de)
- 2018 : Un hold-up sans précédent (de)

## Récompense
- 2019 : 69e cérémonie du Deutscher Filmpreis : Deutscher Filmpreis du meilleur acteur pour Gundermann[1],[2].